# Mörtträskfyndet
Mörtträskfyndet är ett depåfynd av metallföremål från mitten av 1300-talet som hittats i sjön Mörtträsket tre mil nordväst om Lycksele. Det första fyndet gjordes 1963 av en badande, som fick upp en gulglänsande armring. Efter arkeologiska undersökningar har totalt 259 metallföremål påträffats längs en tio meter lång sträcka under vattnet nära strandlinjen.
De föremål som ingår i Mörtträskfyndet är smärre smycken, prydnadsföremål och mynt av tenn, brons och silver. Bland annat finns där silverringar och bronshängen av östligt ursprung, silverspännen och mynt av nordvästeuropeiskt ursprung samt olika former av hängen och pärlor av tenn som anses vara tillverkade lokalt. De östliga föremålen är dels från Ryssland, dels från finsk-ugriskt område, dels från Östbaltikum. Vissa silverföremål har med säkerhet daterats till 1100-talet, medan det övriga troligen är från tiden 1250–1350. I fyndet ingår också fragment av ett tyskt mynt från 1098–1198. 
Av tennföremålen var de flesta tydligt nygjorda och inte avputsade. De är tillverkade i mycket olika stil och med olika skicklighet, varför de troligen kommer från olika gjutare. Inger Zachrisson, som skrev sin doktorsavhandling om Mörtträskfyndet, tolkar därför fyndet som ett lager, ägt av en handelsman. Om det avsiktligt lagts på strandbrinken eller oavsiktligt hamnat i vattnet är okänt. Man vet dock att en gammal vinterled gick över Rusträsket, Mörtträsket och Haukträsket.
Mörtträskfyndet har till sin sammansättning stora likheter med Gråträskfyndet. Bland annat finns i Mörtträskfyndet två tennhängen, ett nordvästeuropeiskt och ett som tillverkats lokalt, med en ornamentik som är identisk med föremål i Gråträskfyndet. 
Totalt finns ett tiotal kända arkeologiska fynd av ett större antal metallföremål från samiskt område. Ofta kallas de för samiska offerplatsfynd, men Inger Zachrisson valde att i stället tala om metalldepåer, eftersom man i många fall inte känner till vilken funktion fynden har haft. Vid Mörtträsket har inte påträffats några horn, ben eller pilspetsar – föremål som är vanliga på kända offerplatser.